# Riko Pertot
Riko Pertot, slovenski narodni in prosvetni delavec, * 11. julij 1885, Barkovlje † 8. avgust 1977, Barkovlje.

## Življenje in delo
Končal je ljudsko šolo v rojstnem kraju in gimnazijo v Trstu. Po maturi je bil uradnik in kasneje upravnik pri uradnem listu tržaške pokrajine L'Osservatore Triestino. Leta 1920 se je zaposlil pri dnevniku Edinost kot upravnik lista in tiskarne. Po ukinitvi Edinosti (1928), je fašistična oblast Pertota leta 1930 poslala v konfinacijo v kraj Isilia na Sardinijo kjer je ostal tri leta. Po vrnitvi zaradi svoje narodne zavednosti ni mogel dobiti zaposlitve in do druge konfinacije v Corropoliju v Abrucih 1943 je bil 13 krat zaprt. Po vojni se je vrnil v tiskarno lista Edinost, kjer je postal upravnik zadružne tiskarne in to delo opravljal do upokojitve 1956. 
Pertot je bil že s 17. leti tajnik pevskega društva Adrija in tajnik Obrtniškega društva  Barkovlje. Ko mu je bilo 20 let, jev Barkovljah postal tajnik  podružnice Sokola. več let je bil odbornik tržaške Glasbene matice in Planinskega društva Trst. Bil je tudi vodja dramskega odseka Adrije in vodja tamburaškega zbora. Poskusil pa se je tudi kot operni pevec. V tržaškem Narodnem domu je nastopil kot basist v vlogi Kuna v Webrovi operi Čarostrelec.